# クルシェヒル県
クルシェヒル県(クルシェヒルけん、トルコ語: Kırşehir ili)は、トルコ中央部、中央アナトリア地方の県。北アナトリア断層の上にあり、地震の危険性が高い地域である。県都はクルシェヒル。県全体で平均海抜は985mという高所にある。
北から時計回りにヨズガト、ネヴシェヒル、アクサライ、アンカラ、クルクカレの各県と接している。

## 下位自治体
- クルシェヒル（Kırşehir）
- アクチャケント（Akçakent）
- アクプナル（Akpınar）
- ボズテペ（Boztepe）
- チチェクダウ（Çiçekdağı）
- カマン（Kaman）
- ムジュル（Mucur）